# Aristida vilfifolia
Aristida vilfifolia är en gräsart som beskrevs av Johannes Jan Theodoor Henrard. Aristida vilfifolia ingår i släktet Aristida och familjen gräs.
Artens utbredningsområde är Kuba. Inga underarter finns listade i Catalogue of Life.